# Patsy O'Hara
Patrick O'Hara, detto Patsy (Derry, 11 luglio 1957 – Long Kesh, 21 maggio 1981), è stato un militante dell'INLA morto durante il secondo sciopero della fame nel carcere nordirlandese di Maze.

## Biografia
Nato a Derry nel 1957 in una famiglia di tradizione repubblicana, aveva 3 fratelli, due dei quali, Sean e Tony, hanno entrambi scontato delle pene per crimini legati alla militanza nell'IRA.
A 13 anni entra nei Fianna Eireann, l'organizzazione giovanile dell'IRA e a 15 viene ferito da un soldato britannico pochi giorni prima del "Bloody Sunday". Dopo la scissione Patsy rimane nell'Official IRA e poi nel 1974 si unisce all'INLA.
Internato un paio di volte a Long Kesh, per un periodo si trasferisce a Dublino, dove entra a far parte dell'Ard Comhairle (Comitato Esecutivo) dell'Irish Republican Socialist Party, il braccio politico dell'INLA. Tornato a Derry nel 1979, dopo pochi mesi viene arrestato e condannato a 8 anni.
All'inizio del primo sciopero della fame diventa OC (Officer Commanding), comandante, dei detenuti dell'INLA in sostituzione di John Nixon, che partecipa al digiuno. Durante il secondo sciopero della fame inizia il digiuno il 22 marzo 1981 e muore 61 giorni dopo, il 21 maggio, a poche ore di distanza da Raymond McCreesh, che aveva iniziato a digiunare lo stesso giorno di Patsy. È sepolto nel City Cemetery di Derry.